# Anthem Records
Anthem Records es una discográfica Independiente canadiense. Fue fundada en mayo de 1977 por Ray Danniels y Vic Wilson en la ciudad de Toronto, Ontario.   Es reconocido por haber publicado material discográfico de artistas como Rush, Max Webster, Coney Hatch, Lawrence Gowan y A Foot in Coldwater. Geddy Lee, Alex Lifeson y Neil Peart son directores asociados de la disquera.

## Historia
La discográfica fue el sucesor de Moon Records, sello que había sido creado por Rush, SMO Entertainment y Ray Danniels.  El nombre de la compañía fue inspirado en la novela del mismo nombre de Ayn Rand. Rush logró obtener mayor control en lo que a sus producciones se refiere con esta disquera. Anthem relanzó el sencillo «Not Fade Away» y el álbum debut homónimo de Rush (su lanzamiento original fue realizado por Moon Records en 1973 y 1974 respectivamente), ambos en 1977. También volvió a publicar el primer álbum de Max Webster en el mismo año. Otros artistas que firmaron con Anthem fueron Aerial, A Foot in Coldwater, B. B. Gabor, Wireless, Ian Thomas, Moe Koffman y Coney Hatch, aunque, también ha relanzado todas las producciones musicales de Rush.

## Artistas
- A Foot in Coldwater
- Aerial
- B. B. Gabor
- Bob & Doug McKenzie
- Bob Segarini
- Boys Brigade
- Buddy Rich Big Band
- Coney Hatch
- Deadbeat Honeymooners
- Geddy Lee
- Ian Thomas
- Images on Vogue
- Malcolm Burn
- Max Webster
- Mendelson Joe
- Moe Koffman
- Psycho Circus
- Queensrÿche
- Rush
- Spinnerette
- Spoons
- The Reason
- The Wankers
- Victor
- Wireless